# Felix Aderca
Felix Aderca (Puiești, 13 marzo 1891 – Bucarest, 12 dicembre 1962) è stato uno scrittore, poeta, giornalista critico e drammaturgo rumeno noto come rappresentante del modernismo ribelle nel contesto della letteratura rumena.

Nella lirica seguì la scuola simbolista, scrisse ricordi di guerra e romanzi impregnati di erotismo. Dopo la seconda guerra mondiale rimase in disparte e non pubblicò più nulla.
È considerato uno dei pionieri della fantascienza rumena.
Come membro del circolo Sburătorul e amico intimo del suo fondatore Eugen Lovinescu, Aderca promosse le idee di innovazione letteraria, cosmopolitismo e Ars gratia artis, reagendo alla crescita delle correnti tradizionaliste. Le sue diverse opere di narrativa, note come adattamenti delle tecniche espressioniste rispetto alle narrazioni convenzionali, spaziano dai romanzi psicologici e biografici agli scritti pionieristici fantasy e di fantascienza, e includono anche un considerevole contributo alla letteratura erotica.
L'aperto rifiuto della tradizione da parte di Aderca, il suo socialismo e pacifismo e la sua esplorazione di argomenti controversi provocarono numerosi scandali, rendendolo l'obiettivo principale degli attacchi della stampa di estrema destra del periodo tra le due guerre.
In quanto membro della comunità ebraico-rumena e critico accanito dell'antisemitismo, lo scrittore fu perseguitato dai successivi regimi fascisti prima e durante la seconda guerra mondiale. Successivamente riprese la sua attività di autore e promotore culturale, ma, non essendo riuscito ad adattare pienamente il suo stile alle esigenze imposte dal regime comunista, visse i suoi ultimi anni nell'oscurità.
Sposato con la poetessa e scrittrice Sanda Movilă, Aderca era noto anche per il suo networking all'interno della comunità letteraria tra le due guerre, essendo l'intervistatore di altri scrittori e la persona dietro diversi progetti giornalistici collettivi. L'interesse per i vari aspetti del suo contributo letterario si riaccese tra la fine del XX e l'inizio del XXI secolo

## Biografia

### Primi anni di vita e prima guerra mondiale
Froim Aderca proveniva dalla regione storica nordoccidentale della Moldavia, il suo villaggio natale era Puiești, nella contea di Tutova (oggi nella Distretto di Vaslui). Era uno dei cinque figli nati dal mercante Avram Adercu e da sua moglie Debora Perlmutter,
la sua famiglia apparteneva al gruppo minoritario di ebrei a cui la Romania aveva concesso l'emancipazione politica. Tra i suoi fratelli c'erano Leon e Victor, i quali seguirono le orme del padre: il primo divenne un venditore di scarpe a Milano, in Italia, il secondo un contabile in Israele.
Dopo aver completato gli studi primari presso la scuola locale, Froim trascorse il resto della sua infanzia nella città sudoccidentale di Craiova e nelle zone rurali dell'Oltenia. Avram ha avviato una nuova attività in collaborazione con il monopolio statale del tabacco, mentre Froim ha frequentato il Collegio Nazionale Carol I di Craiova.
Fu presto espulso da tutti i licei statali, dopo che la sua tesina sul Gesù storico fu ritenuta anticristiana.
Passando alla letteratura, Froim pensò di unirsi agli scrittori tradizionalisti, che in seguito divennero i suoi avversari ideologici. Le poesie che inviò alla rivista Sămănătorul nel 1907 ma gli furono rispedite, ma altri pezzi furono stampati sul satellite provinciale di Sămănătorul, Ramuri, debutterà solo nel 1913 alla Noua revista romana, con il ciclo di versi "Panteismo".
Facendo amicizia con l'editore di Craiova Ralian Samitca (il cui fratello, Ignat Samitca, fu descritto come il primo sponsor letterario di Aderca), Aderca pubblicò molte altre opere in formato libro.
Nel 1910 pubblicò il saggio politico Naționalism? Libertatea de a ucide("Nazionalismo? La libertà di uccidere", pubblicata con lo pseudonimo di Oliver Willy) e la prima delle sue numerose raccolte di poesia lirica: Motive și simfonii ("Motivi e sinfonie"). Nel 1912, fece seguito con quattro volumi separati composti in versi: Stihuri venerice ("Poesie a Venere"), Fragmente ("Frammenti"), Reverii scultoree ("Reverie scolpite") e Prin lentile negre ("Attraverso lenti nere").
Le sue opere erano ormai presentate in un luogo più eclettico e influente, il Noua Revistă Română di Bucarest. Il ciclo di poesie che vide la stampa in quella sede, segnando il suo debutto ufficiale nel 1913, è noto collettivamente come Panteismo ("Panteismo").
Dopo aver debuttato anche nel dramma rumeno con la versione stampata del suo "paradosso teatrale" Antractul ("L'intervallo"), Aderca partì per la Francia nello stesso anno. Tentò di iniziare una nuova vita a Parigi, ma senza successo e solo un anno dopo fece ritorno in patria. 
Durante questo intervallo, nel marzo 1914, Noua Revistă Română pubblicò uno dei suoi primi saggi critici, segnando l'inizio del flirt di Aderca con il simbolismo in generale e con i circoli simbolisti locali in particolare: În marginea poeziei simboliste ("Sulla poesia simbolista").
Per un certo periodo fu incaricato della rubrica letteraria della rivista e, in questo contesto, iniziò una polemica pubblicizzata con il critico tradizionalista (e compagno ebreo emancipato) Ion Trivale. Altri testi da lui scritti furono pubblicati su Versuri și Proză, un periodico pubblicato nella città di Iași, spesso associato all'ultima ondata del simbolismo rumeno.
Avendo assistito allo scoppio della prima guerra mondiale ancor prima dell'adesione della Romania, Aderca registrò la sua esperienza nel volume Sânge închegat... note de război ("Sangue essiccato... Appunti dalla guerra") del 1915. Gran parte della sua attività giornalistica comprendeva articoli di opinione pacifisti e socialisti, in cui condannava in termini uguali i paesi dell'Intesa e le potenze centrali.
Per un certo periodo mostrò un pregiudizio germanofilo, sostenendo che gli Imperi Centrali erano i più progressisti dei due schieramenti e contribuendo addirittura, nel 1915, alla tribuna germanofila Seara.
Tuttavia, Aderca fu tra gli uomini ebrei arruolati nell'esercito rumeno nell'era precedente alla piena emancipazione, assistendo all'azione sul teatro locale e successivamente prestando servizio nella guerra del 1919 contro l'Ungheria sovietica.
La sua condotta sotto le armi, considerata "eroica" dallo storico culturale Andrei Oișteanu, gli valse una decorazione militare. Da civile, Aderca era ancora vicino agli ambienti intellettuali anti-Intesa: durante la l’intervallo di pace separata del 1918, collaborò al giornale germanofilo Scena di A. de Herz, ma pubblicò solo poesie e saggi letterari.

### Affiliazione Sburătorist
Dopo la fine della guerra e la fondazione della Grande Romania, Aderca tornò a Craiova, dove sua moglie Sanda Movilă, aspirante scrittrice, nata Maria Ionescu nell distretto di Argeș, diede alla luce il figlio Marcel nel gennaio 1920.
Nello stesso anno, la famiglia si stabilì a Bucarest, dove Aderca venne assegnato ai servizi civili presso il Ministero del Lavoro (carica che mantenne fino al 1940). 
In questo periodo iniziò la collaborazione con un altro poeta, Benjamin Fondane, preparando conferenze su vari argomenti letterari per integrare i progetti di Fondane per il palcoscenico.
Parallelamente proseguì la sua attività letteraria, pubblicando un gran numero di libri in rapida successione e, in alcuni casi, con notevole successo di pubblico rumeno. Il suo primo romanzo, intitolato Domnișoara din Str. Neptun ("Piccola signorina di Neptune Street"), vide le stampe nel 1921 e segnò la rottura definitiva di Aderca con il tradizionalismo. Fu seguito da una lunga serie di altri romanzi e racconti: Țapul ("La capra", 1921), successivamente ristampato come Mireasa multiplă ("La sposa multipla") e come Zeul iubirii ("Il dio dell'amore"); Moartea unei Republici roșii ("La morte di una repubblica rossa", 1924); Omul descompus ("L'uomo decomposto", 1926); Femeia cu carne albă ("La donna dalla carne bianca", 1927).
Membro della Società degli scrittori rumeni, Aderca fece il suo debutto anche come traduttore dalla lingua francese, pubblicando una versione dell'Inferno di Henri Barbusse (1921). Nel 1922 ristampò Naționalism? Libertatea de a ucide come Personalitatea. Drepturile ei în artă și în viață ("La personalità. I suoi diritti sull'arte e sulla vita", dedicato al filosofo e fondatore di Noua Revistă Română Constantin Rădulescu-Motru), e ha pubblicato la prima sezione di uno scritto più teorico, Idei și oameni (“Idee e persone”).
La nuova vita di Felix Aderca a Bucarest portò la sua affiliazione al circolo modernista e alla rivista Sburătorul. Secondo quanto riferito, era tra i membri privilegiati di questo club, cioè quelli le cui opinioni erano apprezzate dal suo leader Eugen Lovinescu; secondo lo storico letterario Ovid Crohmălniceanu, si assunse il compito di divulgare l'ideologia antitradizionalista e sburătorista con un'intensità eguagliata solo dai critici Vladimir Streinu e Pompiliu Constantinescu.
Un verdetto simile viene da uno dei contemporanei e rivali di Lovinescu, lo storico letterario George Călinescu: "[Aderca] fu uno di quelli che ebbero il coraggio di prendere una posizione immediata, alla quale il padrone di casa [Lovinescu] avrebbe successivamente apposto la sua firma e i suoi sigilli».
Secondo Marcel Aderca, fu Lovinescu a dare a suo padre il nome Felix, sebbene lo scrittore stesso continuasse ad usare esclusivamente la firma abbreviata F. Aderca. Nel 1927, lo scrittore fu anche direttamente coinvolto nella pubblicazione dell'omonima tribuna, servendo come membro del suo comitato editoriale e contribuendo alla sua regolare rubrica di recensioni di libri.
I rapporti tra gli Sburătoristi furono sempre più trasposti a livello personale: proprietario di un'auto Peugeot, Aderca portava i suoi colleghi in gita nel fine settimana a Băneasa, o addirittura nelle Alpi Transilvaniche. Alla fine, Aderca divenne quello che la storica letteraria Ioana Pârvulescu descrive come "l'unico vero amico" di Lovinescu.
Come altri Sburătoristi, si comportò paternamente nei confronti della giovane figlia del suo mentore, Monica (lei stessa conosciuta nei decenni successivi come critica letteraria), ed era presente al suo battesimo.
Nel giugno 1926 contribuì anche a un'antologia di poesie scritte in suo onore ("Versuri pentru Monica", o "Verso per Monica").
In altri contesti, gli incontri potrebbero evidenziare conflitti tra i vari membri, Aderca e Lovinescu compresi. Come cronista letterario, Aderca si distinse per i suoi commenti negativi sui romanzi della sua collega di Sburătorul, Hortensia Papadat-Bengescu: pur riconoscendo i suoi sprazzi di grandezza letteraria, criticò le libertà che si prese con la lingua romena, e soprattutto con il barbarismo. Sebbene abbia ripetutamente affermato la sua ammirazione per il poeta anticonformista Al. T. Stamatiad (che si scontrò con Lovinescu durante le sessioni di Sburătorul), i due uomini litigarono a causa dell'ammirazione di Aderca per Barbusse.

### Promotore modernista indipendente
L'affiliazione di Aderca al circolo Sburătorul era libera e i suoi interessi più diversificati rispetto a quelli del suo mentore Lovinescu. Crohmălniceanu, che parla della "fertile agitazione" di Aderca, nota anche che Aderca si è diviso in luoghi, spezzando "innumerevoli lance in nome del modernismo". Lo stesso Lovinescu, riflettendo sul periodo degli inizi sburătoristi, ha ricordato che Aderca agì meno come critico, e più come un militante "teorico dell'estetica [di Aderca]".
Secondo i gusti di Lovinescu, Aderca promuoveva il modernismo sotto forma di musica jazz e poesia jazz: nel 1921, insieme a Fondane e al critico Tudor Vianu, intrattennero una cantante jazz afroamericana di nome Miriam Barca, in visita in Romania (l'esperienza influenzò alcuni dei gusti di Barbu poesia).
Nel 1922 aiutò Fondane a pubblicare la sua raccolta di saggi, Imagini și cărți din Franța ("Immagini e libri dalla Francia"), con Editura Socec.

## Opere
- Femeia cu carnea albă, 1928
- Oraşele înecate, 1937